# Kasper Fuhr Christensen
 Der er for få eller ingen kildehenvisninger i denne artikel, hvilket er et problem. Du kan hjælpe ved at angive troværdige kilder til de påstande, som fremføres i artiklen.

Kasper Fuhr Christensen (født 14. september 1988) er en dansk politiker, der siden 1. januar 2010 har været medlem af Randers Byråd, først valgt for Socialistisk Folkeparti (SF), som han senere forlod, i 2014 valgt for lokallisten Velfærdslisten. Var fra 2010-2013 formand for miljø- og teknikudvalget og er fra 1. januar 2014 formand for socialudvalget i Randers Kommune.

Fuhr Christensen er matematisk student fra Paderup Gymnasium i 2007.

## Forhindrer rævekage
Kasper Fuhr Christensens politiske karriere begyndte i SF Ungdom, hvor han blandt andet var lokal- og regionsformand og medlem af landsledelsen. Han har desuden været formand for SF i Randers. Ved kommunalvalget 2009 var han opstillet som nr. 2 på partiets liste og blev indvalgt sammen med listens nr. 1, Erik Poulsen. Fuhr Christensen var med 534 stemmer den SF-kandidat, der fik flest personlige stemmer, og distancerede således Poulsen og Dorte Lindebæk Rønn (listens nr. 3), der begge fik 470 stemmer. De to nyindvalgte SF'ere, Poulsen og Fuhr Christensen, underskrev på partiets vegne en konstitueringsaftale med Det Radikale Venstre, Venstre, Konservative og Dansk Folkeparti. Aftalen indebar, at Erik Poulsen skulle være borgmester. Allerede dagen efter fortrød Kasper Fuhr Christensen og partiets bagland aftalen og indgik en ny konstituering, der betød at Socialdemokraternes Henning Jensen Nyhuus kunne fortsætte som borgmester. Samtidig blev Fuhr Christensen formand for kommunens miljø- og teknikudvalg og fik en plads i økonomiudvalget. 

## Bryder med SF
Kasper Fuhr Christensen har den 17. november 2012 meldt sig ud af SF. Hans forklaring er, at han har truffet beslutningen på grund af den nye skatteminister Holger K. Nielsens udmelding om, at SF ikke længere vil kæmpe for en længere dagpengeperiode. Formand for SF i Randers Alice Mølbæk siger dog, at Kasper Fuhr Christensen ønsker at stille op til næste kommunalvalg for en lokalliste kaldt Velfærdslisten, og derfor er blevet presset af den lokale bestyrelse til at melde sig ud - i modsat fald ville han blive ekskluderet. Fuhr Christensen afviste ikke, at sådan en liste kunne komme på tale, men fastholdt, at baggrunden for bruddet med SF var partiets højredrejning.

## Med til at stifte Velfærdslisten
4. marts offentliggjorde Fuhr Christensen sammen med en række fremtrædende kommunale fælles-tillidsrepræsentanter og fagforeningsfolk, at Velfærdslisten var stiftet, og at listen frem til byrådsvalget i november 2013 ville være repræsenteret i byrådet ved Kasper Fuhr Christensen. 

## Genvalg og ny socialudvalgsformand
Ved byrådsvalget i 2013 fik Velfærdslisten 3,9 % af stemmerne og blev således større end både Det Radikale Venstre (3,4 %) og SF (3,0 %), der ligesom lokallisten begge fik et mandat i byrådet. Som spidskandidat for Velfærdslisten fik Fuhr Christensen 700 personlige stemmer og således titlen som listens suveræne topscorer. Velfærdslisten konstituerede sig efter en del tumult med Venstre, Dansk Folkeparti, Radikale, Konservative og Beboerlisten. Efterfølgende sluttede Socialdemokraterne sig også til konstitueringen, som gjorde Venstres Claus Omann Jensen til borgmester og betød, at Fuhr Christensen blev formand for socialudvalget (som i den forbindelse fik udvidet sit ressortområde til også at omfatte ikke-arbejdsmarkedsparate borgere) og børn- og ungeudvalget (det såkaldte tvangfjernelsesudvalg) og medlem af sundheds- og ældreudvalget og økonomiudvalget. 
Som følge af, at Venstre og DF i juni 2015 indførte en ny udvalgsstruktur og ændrede styrelsesvedtægten, mistede Kasper Fuhr Christensen formandsposten i socialudvalget Foruden Kasper Fuhr blev også to andre udvalgsformænd fjernet fra deres poster. De sagsøgte herefter kommunen. Retten i Randers gav dem i 2018 medhold i, at omkonstitueringen var ulovlig.